# 강 (1951년 영화)
《강》(프랑스어: Le Fleuve, 영어: The River)은 프랑스, 인도, 미국에서 제작된 장 르누아르 감독의 1951년 테크니컬러 로맨틱 드라마 영화이다. 노라 스윈번 등이 출연하였고, 케네스 매컬다우니 등이 제작에 참여하였다.

## 줄거리
인도 제국 서벵골주 갠지스강 인근에 살며 황마포 공장장 아버지를 둔 중상류층 잉글랜드인 소녀 해리엇과 절친 밸러리는 이곳을 방문한 미국인 대위 존에게 반하지만 존은 인도계 혼혈이며 관능적인 멜러니에게 관심을 보인다. 

## 출연진
- 노라 스윈번
- 아서 실즈
- 퍼트리샤 월터스
- 라다 버니어
- 에이드리엔 코리
- 퍼넬러피 윌킨슨
- 서실리아 우드

## 기타 제작진
- 미술: 외젠 루리에